# Austrophorocera munda
Austrophorocera munda är en tvåvingeart som först beskrevs av Christian Rudolph Wilhelm Wiedemann 1830.  Austrophorocera munda ingår i släktet Austrophorocera och familjen parasitflugor. Inga underarter finns listade i Catalogue of Life.